# بدوي طبانة
بدوى أحمد طبانة (18 سبتمبر 1914 - 19 فبراير 2000) أحد ابرز علماء اللغة العربية المعاصرين ولد في مدينة الشهداء في محافظة المنوفية بمصر. حفظ القرآن الكريم وأتم دراسته الابتدائية في مسقط رأسه. رحل بعدها إلى القاهرة، وأتم دراسته بها حتى تخرج في كلية دار العلوم في اللغة العربية وآدابها سنة 1938م، حصل على الماجستير سنة 1951م من جامعة القاهرة في النقد الأدبي والبلاغة، وكان موضوع دراسة الماجيستير أبو هلال العسكري ومقاييسه البلاغية، ثم حصل على الدكتوراه في عام 1953م وكانت بعنوان قدامة بن جعفر والنقد الأدبي.
عمل مدرساً بعد تخرجه من دار العلوم بوزارة المعارف المصرية، ثم انتقل إلى التدريس الجامعي مدرساً فاستاذاً مساعداً، فأستاذاً، فأستاذ كرسي ورئيساً لقسم البلاغة والنقد في دار العلوم، عمل بعدها استاذاً للنقد الأدبي في جامعات بغداد وطرابلس.
عمل بعدها سنوات طويلة أستاذاً للنقد الأدبي في كلية اللغة العربية في جامعة الإمام محمد بن سعود الإسلامية بالمملكة العربية السعودية. خلال عمره العلمي أشرف على عدد كبير قارب السبعين من حملة الماجستير والدكتوراه في الجامعات التي درس فيها، ومنهم كثير في جامعة الإمام الإمام محمد بن سعود الإسلامية بالرياض. يضاف إلى ذلك مشاركته في عدد من المؤتمرات الأدبية ومؤتمرات الأدباء العرب.
نال الدكتور بدوى طبانة جائزة الدولة التقديرية في الاداب والفنون في 29 يولية سنة 1996، وتصادف ان يكون هذا اليوم هو يوم وفاة زوجته.
للدكتور بدوى طبانة ثلاثة أبناء ذكور وبنت واحدة الدكتور صيدلى بشر بدوى طبانة والضابط بسام بدوى طبانة والسيد بهجت بدوى طبانة والابنة الدكتورة طبيبة بتول بدوى طبانة رحل منهم بسام وبهجت وعلى قيد الحياة بشر وبتول متعهم الله بالصحة والعافية وله من الاحفاد الكثير ولم يكن منهم من نهج نفس المنهج في الاهتمام باللغة العربية أو البلاغة أو جمع تراث الدكتور طبانة. للدكتور بدوى طبانة إنتاج شعرى متميز لم ير النور ولم يحظى بالاهتمام لعدم نشره ولانه كان يحب ان يتميز بالعلم لابالشعر كما كانت فلسفته في الحياة
كان الدكتور بدوي من رواد ندوة الرفاعي في الرياض التي تعقد ليلة الجمعة لا يكاد يتخلف عن حضورها، وقد ألقى فيها كثيراً من شعره، وقد قيل انصرف عن الشعر لأنه أراد ان يعرف بالعلم لا بالشعر، وكان يتسم بالتواضع وحسن التعامل واللطف والنكتة. توفي الدكتور طبانة في شهر فبراير عام 2000م عن 86 عاما حفلت بالكثير من الابداعات واثرت الحياة اللغوية والأدبية والنقدية.

## مؤلفاته
من مؤلفات الدكتور طبانة التي أثرى بها المكتبة العربية:
1. التيارات المعاصرة في النقد الأدبي.
2. دراسات في نقد الأدب العربي، وهو عن نشأة النقد وآثار النقاد ومناهجهم حتى القرن الرابع الهجري.
3. قدامة بن جعفر والنقد الأدبي، وهو تحقيق لحياته وآثاره ومنهجه في النقد.
4. أبو هلال العسكري ومقاييسه البلاغية والنقدية.
5. قضايا النقد الأدبي الوحدة والالتزام والوضوح والإطار والمضمون.
6. النقد الأدبي عند اليونان، وهو دراسة للنقد قبل أرسطو ثم لأراء أرسطو في الشعر والخطابة وأثر الفكرة اليونانية في النقد العربي.
7. السرقات الأدبية، وهو دراسة في ابتكار الأعمال الأدبية وتقليدها.
8. نظرات في أصول الأدب والنقد، وهو دراسة في بنية الأدب واتجاهات النقد.
9. معلقات العرب، وهو دراسة نقدية تاريخية.
10. البيان العربي، وهو دراسة في تطور الفكرة البلاغية عند العرب ومناهجها ومصادرها الكبرى.
11. علم البيان، وهو دراسة تاريخية فنية.
12. معجم البلاغة العربية، وهوموسوعة في فنون البلاغة وأدواتها ومصطلحاتها مرتبة حسب ترتيب حروف الهجاء.
13. معروف الرصافي.
14. أدب المرأة العراقية.
15. الصاحب بن عباد.
16. شاعرية أحمد محرم.
17. المثل السائر في أدب الكاتب والشاعر لابن الأثير، تحقيق وشرح.
18. الفلك الدائر على المثل السائر لابن أبي الحديد، شرح وتحقيق.
19. مقدمة في التصوف، وهو دراسة تحليلية لشخصية الغزالي وفلسفته في كتاب احياء علوم الدين.
20. شعراء الصحوة في المملكة العربية السعودية.
21. البلاغة العربية، تخطيط لمنهج جديد في البحث البلاغي.
22. معاني الكلام الفكرة والصورة في الفن الأدبي.
23. فرسان الحلبة في الشعر العراقي الحديث، وهو دراسة لخمسة شعراء ربطته بهم صداقة عند تدريسه هناك.
24. فريدة القصر وجريدة العصر للعماء الأصفهاني، تحقيق للقسم المصري منها ولا أدري ان كان قد أخرجها أم لم يخرجها بعد طباعة د. شوقي ضيف لها فقد سمعت منه كلاماً حولها صار بينه وبين د. ضيف.
25. خواطر وذكريات,, على هامش الحياة الأدبية.
26. طلائع النهضة في الشعر السعودي الحديث، وهو دراسة تحليلية نقدية لطائفة من شعرائه المتقدمين وقد يكون هو ما سبق برقم 20 حيث لم أطلع عليهما لكنه نشر الاسمين ضمن قائمة مؤلفاته.
27. بقايا الحصاد، وهو دراسة نقدية في مصنفات وبحوث أدبية حديثة.
28. قدامى ومحدثون من أدباء العربية وشعرائها، وهو دراسة لطائفة من أعلام الأدب.

## وصلات خارجية
- بدوي طبانة على موقع أرشيف الشارخ.
- الاثنينية - حفل تكريم سعادة الأستاذ الدكتور بدوي طبانة